# جوزيف أوبيدياسو
جوزيف تشوكوودي أوبيدياسو هو لاعب كرة قدم نيجيري لعب سابقاً في نادي طويق السعودي.